# Антоанета дьо Мерод
Антоанèт Жислèн дьо Мерòд (на френски: Antoinette Ghislaine de Mérode; * 28 септември 1828, Брюксел, Белгия; † 19 февруари 1864, Париж, Франция) е принцеса на Монако като съпруга на Шарл III, принц на Монако.

## Произход
Дъщеря е на граф Вернер Жан-Батист Жислен дьо Мерод (* 1797, † 1840) и съпругата му Виктоар дьо Шпанген-д'Ютернес (* 1797, † 1845). Същия ден сестра ѝ Луиз дьо Мерод-Вестерло се омъжва за принц Емануеле дал Поцо дела Чистерна. Има двама братя и четири сестри:
- Луиз Каролин (* 1819, † 1868), съпруга на принц Емануеле дал Поцо дела Чистерна и майка на краткотрайната кралица на Испания Мария Витория дал Поцо дела Чистерна
- Луи (* 1821, † 1876), съпруг на Леони дьо Рошуар дьо Мортюмар
- Терез (* 1821, † 1901), съпруга на граф Шарл Вернер Жислен дьо Мерод
- Фани (* 1825, † 1885), съпруга на Лионел, маркиз дьо Мустие
- Амори (* 1827, † 1884)
- Мари (* 1830, † 1892), съпруга на Антоан Франсоа, принц и херцог на Аренберг

## Биография
На 18-ия си рожден ден, на 28 септември 1846 г., Антоанета се омъжва в Брюксел за принц Шарл от Монако (* 1818 † 1889), тогавашен престолонаследник на княжеството и бъдещ Шарл III. На същия ден се омъжва и сестра ѝ Луиз Каролин.
Благодарение на щедрата зестра на съпругата си Шарл успява да финансира част от разходите си по разкрасяването на Монте Карло, за да привлече най-богатите туристи. Младоженците са посрещнати топло в Монако, но скоро отиват във Франция, където на 13 ноември 1848 г. Антоанета ражда син на име Албер Оноре Шарл (бъдещ Албер I). Тя купува за своя сметка Замъка Марше (Château de Marchais) в село Марше в днешния френски департамент Ен. Той е заобиколен от огромно имение, което ѝ напомня за родната страна, и днес е доста обширна земеделска земя, все още принадлежаща на княжеското семейство на Монако. Антоанета и съпругът ѝ установяват своя дом там.
Тя често посещава френския императорски двор, където е представена на императрица Евгения от принцеса Мария Каролина, нейната свекърва. Става близък член на двора на императрицата. Антоанета и съпругът ѝ присъстват на страхотен бал във Версай, когато кралица Виктория и принц Албърт са на държавно посещение през септември 1855 г. По време на посещението Антоанета и нейната свекърва решават да уредят брака между сина ѝ Албер и член на британското кралско семейство – планове, които в крайна сметка водят до брака между Албер I и лейди Мери Виктория Дъглас-Хамилтън.
По време на управлението на съпруга си тя работи усилено, за да го поддържа, понеже той започва да губи зрението си, както и застаряващата си свекърва, която също подкрепя сина си като негова политическа съветничка.

През есента на 1862 г. Антоанета е диагностицирана с рак. 35-годишната принцеса умира в Париж на 19 февруари 1864 г. След това тялото ѝ е пренесено до Монако, за да бъде погребано в Катедралата на Непорочното зачатие.

- Монограм на принцеса Антоанета дьо Мерод
- Възпоменателна марка с Антоанета
- Принц Шарл III от Монако